# Perilissus unguiculator
Perilissus unguiculator är en stekelart som beskrevs av Aubert 1987. Perilissus unguiculator ingår i släktet Perilissus och familjen brokparasitsteklar. Inga underarter finns listade i Catalogue of Life.